# Anna Kurska
Anna Maria Kurska (Leópolis, 24 de agosto de 1929-25 de agosto de 2016) fue una abogada, política y juez polaca.
Hija de Teodora de Niemirowskich y Tadeusz Modzelewski.
Estudió derecho en la Universidad de Varsovia graduándose en 1955. En agosto de 1980 entró a trabajar en la Corte Provincial de Gdansk.
Desde septiembre de 1980 a trabajar en Solidaridad. Fue un miembro del partido Ley y Justicia y un miembro del Senado de Polonia desde 2001 al 2007.
En 2009 por su contribución en el desarrollo del estado de derecho y en particular para actividades para preservar el estado de derecho en la época comunista, que fue entregado por el presidente Lech Kaczynski la Orden Polonia Restituta. 
Fue madre del periodista Jaroslaw Kurski y la política Jacek Kurski.